# Danske landskabslove
Fra middelalderen kendes fire danske landskabslove – Skånske Lov, Valdemars sjællandske Lov, Eriks sjællandske Lov og Jyske Lov – dækkende de tre gammeldanske retsområder: 1) Skåne, Halland, Blekinge og Bornholm 2) Sjælland, Lolland, Falster og Møn og 3) Jylland til Ejderen med Fyn, Langeland og Ærø.
Af disse landskabslove er det kun Jyske Lov, der er en rigtig lov, idet den blev givet af Valdemar Sejr og stadfæstet af hans sønner, bisperne og "alle de bedste Mænd, der var i hans Rige" på et møde i Vordingborg i marts 1241 og formodentlig efterfølgende vedtaget af jyderne og fynboerne på landstinget i Viborg.
Formålet var muligvis at skabe en fælles lov for hele riget, sådan som Norge og Sverige fik det med Magnus Lagabøters og Magnus Erikssons landslove fra 1274 og ca. 1350, men ser vi bort fra den berømte fortale, der er stærkt påvirket af kanonisk ret, svarer indholdet stort set til de øvrige landskabsloves.
Uanset hvordan Jyske Lov oprindelig var tænkt, kom det til at vare indtil slutningen af 1600-tallet, før den begyndte at fortrænge sjællandsk og skånsk ret. Først i 1683 fik Danmark en egentlig rigslov med Danske Lov på et tidspunkt, hvor kun Bornholm var tilbage af det gamle østensundske lovområde. Samme år indførtes ved kongeligt brev til Göta hovrätt svensk lov i Skåne, Halland og Blekinge.